# 職業安定局
職業安定局（しょくぎょうあんていきょく）は、中央省庁である厚生労働省の内部部局の一つで、所掌事務は職業安定。
2001年1月6日の中央省庁再編で厚生省と労働省が統合されるのに伴い、労働省職業安定局がそのまま組織変更され発足した。地方出先機関として、都道府県労働局職業安定部、公共職業安定所がある。

## 所掌事務
職業安定局は、次に掲げる事務をつかさどる（厚生労働省組織令第8条）。
1. 労働力需給の調整に関すること。
2. 政府が行う職業紹介及び職業指導に関すること。
3. 職業紹介、労働者の募集、労働者供給事業及び労働者派遣事業の監督に関すること。
4. 高年齢者の雇用の確保及び再就職の促進並びに就業の機会の確保に関すること。
5. 障害者の雇用の促進その他の職業生活における自立の促進に関すること。
6. 地域雇用開発促進法第2条第1項に規定する地域雇用開発に関すること（職業能力開発局の所掌に属するものを除く。）。
7. 失業対策その他雇用機会の確保に関すること。
8. 雇用管理の改善に関すること。
9. 政府が管掌する雇用保険事業に関すること（労働基準局の所掌に属するものを除く。）。
10. 上記のほか、職業の安定に関すること。
11. 独立行政法人高齢・障害・求職者雇用支援機構の組織及び運営一般に関すること。
12. 労働保険特別会計の雇用勘定の経理に関すること。
13. 労働保険特別会計の雇用勘定に属する国有財産の管理及び処分並びに物品の管理に関すること。

## 主な所管法令
- 職業安定法
- 職業訓練の実施等による特定求職者の就職の支援に関する法律
- 雇用対策法
- 建設労働者の雇用の改善等に関する法律
- 港湾労働法
- 地域雇用開発促進法
- 雇用保険法
- 中小企業における労働力の確保及び良好な雇用の機会の創出のための雇用管理の改善の促進に関する法律
- 駐留軍関係離職者等臨時措置法
- 国際協定の締結等に伴う漁業離職者に関する臨時措置法
- 介護労働者の雇用管理の改善等に関する法律
- 労働者派遣事業の適正な運営の確保及び派遣労働者の保護等に関する法律

## 組織
- 総務課
  - 公共職業安定所運営企画室
- 雇用政策課
- 雇用保険課
- 需給調整事業課
- 外国人雇用対策課
  - 労働市場センター業務室
- 高齢・障害者雇用開発審議官
  - 雇用開発企画課
  - 高齢者雇用対策課
  - 障害者雇用対策課
    - 地域就労支援室

  - 地域雇用対策課